# Ny Tøjhusgrunden
Ny Tøjhusgrunden ligger på Islands Brygge på den nordvestlige side af Amager sydvest for Christianshavn. Grunden afgrænses af vejene Amager Boulevard, Artillerivej, Myggenæsgade/Klaksvigsgade og Thorshavnsgade. Langs den sydlige del løb tidligere Amagerbanen. På grunden havde forsvaret tidligere til huse, men siden 1998 er der sket en omfattende nybygning, så hele grunden nu er bebygget med boliger og erhverv.

## Historie
Indtil 1888 var området under vand, vandet gik til hvor Artillerivej ligger i dag. I 1888 var Christian IV's Tøjhus på Slotsholmen blevet for lille til at huse hærens materiel da hæren skulle bruge mere plads efter den voldsomme udbygning af Københavns landforsvar i 1880'erne. Derfor påbegyndtes i 1888 en opfyldning af området vest for Artillerivej. Hærens Geværfabrik stod færdig i 1891. Mellem 1891 og 1953 opførtes en lang række bygninger til hæren. I 1943 under Tysklands besættelse af Danmark overgik geværfabrikken til tysk ledelse. I 1944 brød modstandsbevægelsen ind og stjal mange våben. I 1945 skete der omfattende sabotage hvorved 13 mennesker omkom.
I 1975 påbegyndtes nedrivningen af hærens bygninger. De tilbageværende militære bygninger husede Teknisk Skole indtil 1990 og medborgerhuset Gimle indtil 2000.
Området overgik i 1998 fra forsvaret til Freja Ejendomme, som er et statsligt selskab der står for salg af statslige bygninger og grunde.
Dernæst skete der byudvikling på området og nye bygninger bygges. 

## Nuværende bygninger
I første række mod Amager Boulevard regnet fra vest: SimCorps hovedkvarter, KL's hovedkvarter, HK's hovedkvarter, Deloitte, Radisson SAS Scandinavia Hotel.
I anden række regnet fra vest: Nicolineparken, Kommandantens Gaard, Admiralens Gaard, Ny Tøjhus I og II, Ny Tøjhus Have, en kontorbygning der rummer bl.a. kontorer for HK Hovedstaden, tænketanken Cevea, FH Hovedstaden og Socialdemokraterne i København.

### Admiralens Gaard
Admiralens Gård er tegnet af arkitekterne Hvidt & Mølgaard, og indeholder 108 ejerlejligheder i størrelserne 82 – 130 m². Byggeriet blev færdiggjort i 2007 med indflytning fra april til august 2007. Bygherre på byggeriet var Sjælsø Gruppen som bl.a. havde entreprenørvirksomheden Hoffmann til at udføre en del af arbejdet. Alle opgange har elevator og under det hele findes parkeringskælder.

### Ny Tøjhus I og II
Ny Tøjhus I og II er to lejlighedsbyggerier. Begge indeholder tre bygninger: Længehuset, Tværhuset og Punkthuset. Ny Tøjhus I er én andelsforening, mens Ny Tøjhus II består af en andelsforening for længde- og tværhuset, mens punkthuset er ejerboliger. Husene er tegnet af arkitektfirmaet Vilhelm Lauritzen A/S.
De første beboere indflyttede Ny Tøjhus I i januar 2004 og Ny Tøjhus II i maj 2005.
Boligerne, der er fra 90–110 m², er indrettet fleksibelt og individuelt. Beboerne har bl.a. selv kunnet inddele og fordele rummene, vælge køkkenets placering og indretning m.m. Alle boligerne har store altaner eller terrasser. Der er elevator i hver opgang og mulighed for parkering i kælderplan.

## Eksterne links
- Ny Tøjhusgrunden på Copenhagen X Arkiveret 30. april 2010 hos  Wayback Machine
- Hjemmeside for Admiralens Gaard

55°40′N 12°35′Ø / 55.667°N 12.583°Ø